# Димо Лучианов
Димо Георгиев Лучианов е български скулптор.

## Биография
Роден е на 30 август 1912 г. в Казанлък. Завършна скулптура (1934) в Държавната художествена академия в София през 1934 г. при професор Иван Лазаров. В периода 1948 -1952 преподавател по скулптура - асистент в НХА, София.
Член на Съюза на българските художници (СБХ) от 1939 г. Напуска НХА и СБХ през 1952 г.
Самоубива се през 1967 г.

## Творчество
Работи областта на портретния жанр, голото тяло и фигуралната композиция.
В Национална художествена галерия са неговите портрети:
- Глава на Янко Сакъзов,
- Глава на д-р Георги Москов,
- Глава на д-р Иван Кесяков,
- Глава на Христина Зидарова,
- Седнала жена.

Създател е на следните монументални творби:
- Паметник-релеф „На загиналите войници 1913-1914“, с. Самораново, община Дупница, област Кюстендил.
- Паметник на архимандрит Теофилакт (поп Георги хаджи Тилев), Пазарджик (1938),
- Паметник на маестро Георги Атанасов, Пазарджик (1938-43), арх. Генко Попов,
- Саркофаг-паметник за погребението на Цар Борис III (1943), унищожен,
- Паметник „На загиналите червеноармейци“, Стара Загора (1949), в съавторство с Иван Лазаров,
- Паметник „На партизаниете от Севлиевския отряд“, Севлиево (1950) в съавторство с Н. Възелов,
- Паметник „На загиналите антифашисти“ (Разстрелът на десетте ятаци) от село Крушево, община Севлиево, област Габрово, (1948 -1956) в съавторство с арх. Карл Кандулков и скулпорите Борис Кадийски и Григор Михов.
- Паметник „Капитан Дядо Никола“, Габрово (1966), съавторство с Борис Кадийски.

Останал без работа до 1967 г.(когато се самоубива) Димо Лучианов е принуден да работи в „колективи“.
През тези години той е създал редица проекти изкопирани след неговата смърт.